# 山中元英
山中 元英（やまなか もとひで、慶長10年（1605年）- 寛文10年（1670年）11月27日）は、日本の江戸時代の商人。鴻池村山中総本家の2代目当主。出雲国の戦国武将山中幸盛の孫。山中幸元（新右衛門）の七男。幼名は善次郎。通称は（2代）山中新右衛門と称した。
諱は元秀とも書かれる。
墓所は兵庫県伊丹市鴻池の慈眼寺、大阪府池田市の大広寺、高野山奥の院などにある。法号は凉山円清居士。享年66。

## 生涯
山中幸盛の長男である山中幸元の七男として生まれた。元和5年（1619年）に山中家（鴻池屋）の始祖である父の山中幸元は、大坂・久宝寺町松屋町に出て酒造業をなして出世し、豪商となったが、鴻池村の本家は元英が相続した。元英は本姓に山中を用い、鴻池を屋号として用いた。幸元以降の歴代の山中総本家の当主は山中新右衛門の通称を継承した。